# Lange und kurze Skala

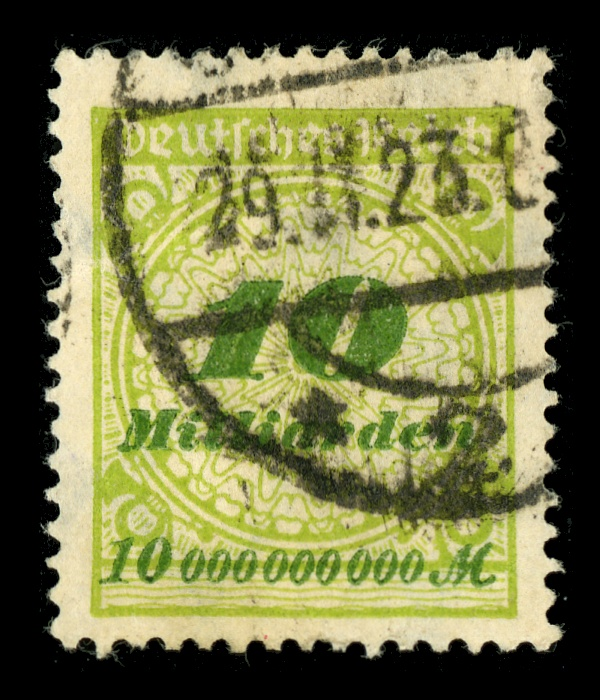
Wertangabe von 10.000.000.000 gemäß der langen Skala: zehn Milliarden – Briefmarke Deutsches Reich (1923)

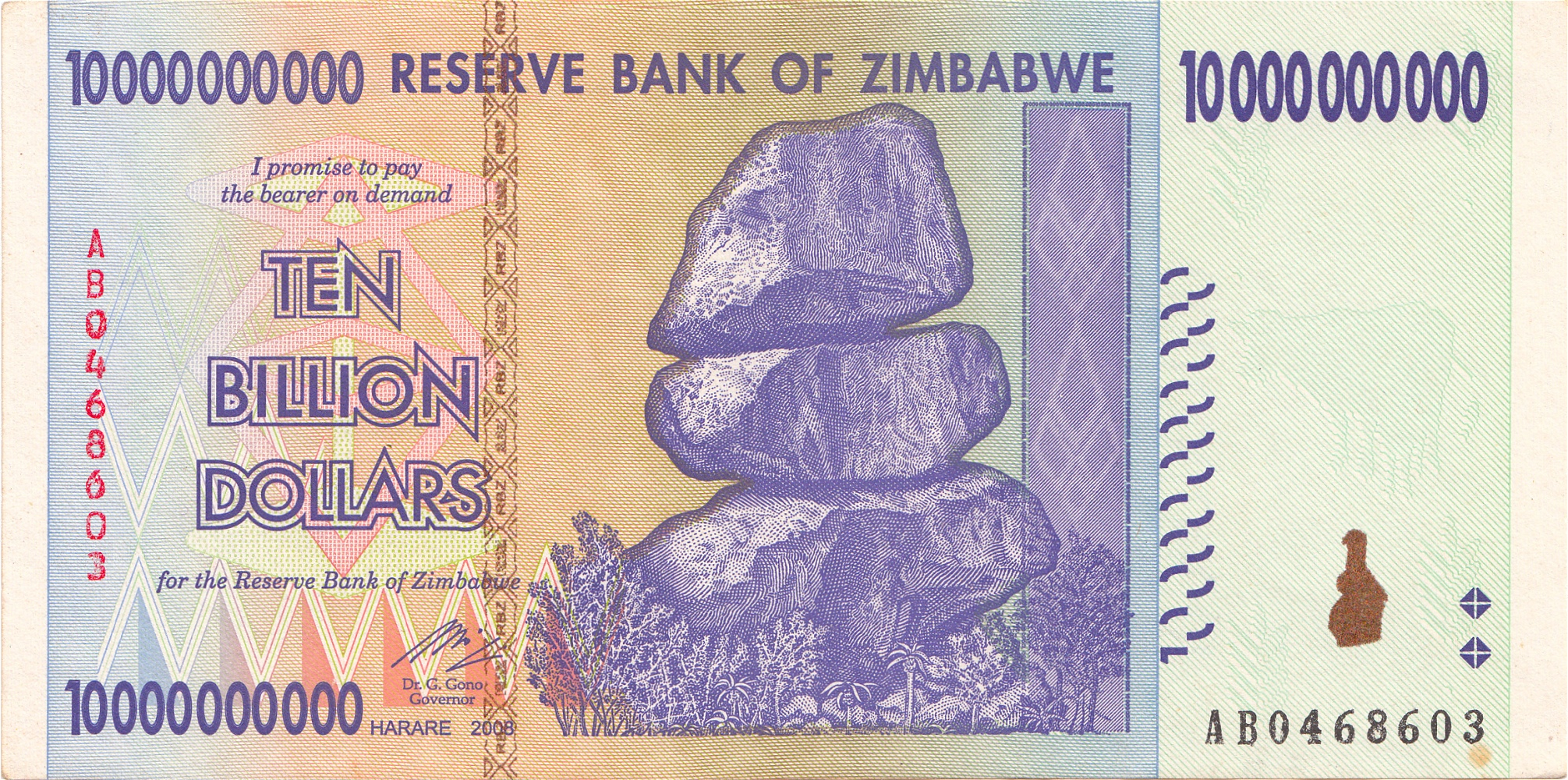
Wertangabe von 10.000.000.000 gemäß der kurzen Skala: zehn Billionen – Banknote Zimbabwe (2008)

Die lange und kurze Skala (französisch échelles longue et courte) sind zwei Systeme von Zahlennamen im dekadischen Zahlensystem mit unterschiedlichen Konventionen für Namen großer Zahlen oberhalb der Million. Neben lange und kurze Skala gibt es im Deutschen auch die Bezeichnung lange und kurze Einteilung sowie lange und kurze Leiter. Letztere geht darauf zurück, dass das französische Wort échelle sowohl Skala als auch Leiter bedeutet.
Die lange Skala (échelle longue) verwendet das Wort Billion für die Zahl 1012, also eine Million Millionen oder Tausend Milliarden. Diese Skala geht auf den französischen Mathematiker Nicolas Chuquet und sein Werk Triparty en la science des nombres aus dem Jahr 1484 zurück. Die heute in Deutschland verwendete Variante verwendet für das 1000fache aller Millionen-Potenzen (Zahlen der Form 1000·106·n = 106·n+3) die Endung „-arde“.
Die kurze Skala (échelle courte) verwendet das Wort Billion für die Zahl 109, also für eine Milliarde. Der Gebrauch der kurzen Skala kam im 17. Jahrhundert in Italien und vor allem in Frankreich auf, als man begann, von der traditionellen Einteilung der großen Zahlen in Sechsergruppen – zur besseren Lesbarkeit – auf Dreiergruppen überzugehen. Eine Minderheit der Gelehrten meinte, im Zuge dieser Reform sollte auch die Bedeutung der Zahlennamen selbst verändert werden. Vor allem in den USA und in Brasilien gilt diese kurze Skala heute offiziell. In englischsprachigen Finanzkreisen dominiert seit einigen Jahrzehnten fast durchgängig die US-amerikanische Variante auch außerhalb der USA.
Obwohl die beiden Skalen schon mehrere hundert Jahre nebeneinander existieren, wurden die sie bezeichnenden französischen Begriffe échelle longue und échelle courte erst 1975 von der französischen Mathematikerin Geneviève Guitel eingeführt.

## Verbreitung
| lange Skala | beide Skalen   |
| kurze Skala | andere Systeme |

Weltweite Benutzung der langen und kurzen Skala

Im 19. und bis zum zweiten Drittel des 20. Jahrhunderts wurde einheitlich in Großbritannien die lange, in den USA hingegen die kurze Skala verwendet, so dass man sie damals auch als britisches und amerikanisches System bezeichnete. Seit 1974 gilt in Großbritannien jedoch halboffiziell die kurze Skala, womit diese Umschreibung veraltet ist.
Außer in den USA, Großbritannien und Brasilien gilt die kurze Skala auch in Australien, Neuseeland, Irland und dem englischsprachigen Teil Kanadas. Eine Variante der kurzen Skala, die für 109 analog zur langen Skala auch das Wort „Milliarde“ verwendet, gilt in Russland, der Türkei, in Israel, allen arabischsprachigen und vielen afrikanischen Ländern.
In Frankreich war die Verwendung im Verlauf des 19. Jahrhunderts uneinheitlich: Die meisten französischen Enzyklopädien dieser Zeit greifen auf die échelle courte zurück. Das ursprüngliche System der échelle longue findet dort entweder überhaupt keine Erwähnung oder wird als hinfällig bezeichnet. Im Jahr 1961 kehrte Frankreich offiziell zur langen Skala (échelle longue) zurück.
Die Generalkonferenz für Maß und Gewicht, das höchste Organ für die Festlegung von Maßeinheiten, Begründerin des SI-Systems, konstatiert die Missverständlichkeit der Begriffe parts per billion (abgekürzt ppb) und parts per trillion (abgekürzt ppt) aufgrund der Koexistenz von langer und kurzer Skala. Die Konferenz empfiehlt in ihrer „SI-Broschüre“, diese verwirrenden Begriffe und ihre Abkürzungen zu vermeiden.

## Skalennamen Amerikanisches Englisch vs. Europäisches Englisch
Diese Tabelle zeigt die Namenskonventionen in den beiden englischen Zahlensystemen, wobei widersprüchliche Begriffe fett hervorgehoben sind.
| Power of 10 | American English (Short Scale) | European English (Long Scale) |
| ----------- | ------------------------------ | ----------------------------- |
| 10^9        | Billion                        | Milliard                      |
| 10^12       | Trillion                       | Billion                       |
| 10^15       | Quadrillion                    | Billiard                      |
| 10^18       | Quintillion                    | Trillion                      |
| 10^21       | Sextillion                     | Trilliard                     |

## Vergleich der Skalen
| Kurze Skala | Kurze Skala  | Lange Skala        | Lange Skala | Lange Skala | Zehner- potenz | Vorsätze  |
| Name        | Systematik   | Chuquet            | mit -arde   | Systematik  | Zehner- potenz | Vorsätze  |
| ----------- | ------------ | ------------------ | ----------- | ----------- | -------------- | --------- |
| [Einheit]   | Tausend1 − 1 | [Einheit]          | [Einheit]   | Million0    | 100            | [Einheit] |
| Tausend     | Tausend1 + 0 | Tausend            | Tausend     | Million½    | 103            | Kilo      |
| Million     | Tausend1 + 1 | Million            | Million     | Million1    | 106            | Mega      |
| Billion     | Tausend1 + 2 | Tausend Millionen  | Milliarde   | Million1½   | 109            | Giga      |
| Trillion    | Tausend1 + 3 | Billion            | Billion     | Million2    | 1012           | Tera      |
| Quadrillion | Tausend1 + 4 | Tausend Billionen  | Billiarde   | Million2½   | 1015           | Peta      |
| Quintillion | Tausend1 + 5 | Trillion           | Trillion    | Million3    | 1018           | Exa       |
| Sextillion  | Tausend1 + 6 | Tausend Trillionen | Trilliarde  | Million3½   | 1021           | Zetta     |
| Septillion  | Tausend1 + 7 | Quadrillion        | Quadrillion | Million4    | 1024           | Yotta     |

Zu darüber hinausgehenden Zahlen der langen Skala siehe Zahlennamen#Billion, Billiarde und darüber hinaus; die kurze Skala ist in der englischsprachigen Wikipedia dargestellt.
Die Vorsilben der Zahlen entsprechen bei der langen Skala immer genau dem Logarithmus der Zahl zur Basis eine Million. Bei der kurzen Skala gibt es eine ähnliche Systematik – allerdings sind hier die Vorsilben nicht der Logarithmus zur Basis eine Million, sondern der um eins verringerte Logarithmus zur Basis Tausend.

## Andere Systeme
Besonders in Asien gibt es weitere Systeme, die nicht mit der langen und kurzen Skala vereinbar sind. Im chinesischen Zahlensystem, das auch größtenteils in Japan und Korea gilt, wird in Zehntausender-Schritten gezählt. In Indien gibt es andere Bezeichnungen wie Lakh (100.000) und Crore (100 Lakh = 10 Millionen).